# 4월 (1961년 영화)
4월(Aprili)은 러시아(구 소련)에서 제작된 오타르 이오셀리아니 감독의 1961년 코미디, 드라마, 멜로/로맨스 영화이다. T. 찬투리아 등이 주연으로 출연하였고 G. Shariqadze 등이 제작에 참여하였다. 이 영화는 1961년에 이오셀리아니 감독의 그루지야에 있던 초기에 제작되었다.
이 영화는 2000년 칸 영화제에서 상영되었다.

## 출연

### 주연
- T. 찬투리아
- 지아 치라카드제

### 조연
- A. 칙바이제
- V. Maisuradze
- A. Jorbenadze